# 世界田径终极冠军赛
世界田径终极冠军赛（World Athletics Ultimate Championships，也被称作世界田径终极锦标赛）是由世界田联举办的两年一度的国际田径运动赛事。第一届将于2026年9月11日至13日举行。
首届比赛将在匈牙利布达佩斯举行，赛事总奖金为1000万美元，每位获胜者将获得15万美元，这是迄今为止奖金最高的田径赛事。

## 赛制
终极锦标赛是由世界田联发起并设计的，旨在确保这项运动在每个田径赛季结束时都能为精英运动员举办最顶级赛事。与其他重大赛事世界田径锦标赛或奥运会赛制不同，但与钻石联赛决赛类似，径赛项目包括半决赛和决赛，田赛项目只有决赛。每场比赛邀请8名（径赛项目和接力项目）至16名（田赛个人项目）运动员，邀请名单由世界排名决定，参赛选手将包括奥运冠军、世界冠军、钻石联赛冠军以及其他世界排名靠前的运动员。

## 比赛项目
2024年11月22日，世界田径公布了比赛项目名单，它包括一个新的混合4×100米接力项目，这是之前在世界锦标赛级别上进行的比赛。
| 田赛项目 | 竞赛项目 |
| -------- | -------- |
| 100米    | 铅球     |
| 200米    | 跳高     |
| 400米    | 跳远     |
| 800米    | 铁饼     |
| 1500米   | 标枪     |
| 5000米   |          |
| 110米栏  |          |
| 400米栏  |          |

| 田赛项目 | 竞赛项目 |
| -------- | -------- |
| 100米    | 铅球     |
| 200米    | 跳高     |
| 400米    | 跳远     |
| 800米    | 三级跳远 |
| 1500米   | 标枪     |
| 5000米   |          |
| 100米栏  |          |
| 400米栏  |          |

| 田赛项目    |
| ----------- |
| 4×100米接力 |
| 4×400米接力 |

## 历年赛事
| 届数 | 年份 | 举办国家/地区 | 城市     | 举办日期   | 举办体育场   | 项目数量 | 参赛国数量   | 参赛运动员数量 | 奖牌榜榜首   |
| ---- | ---- | ------------- | -------- | ---------- | ------------ | -------- | ------------ | -------------- | ------------ |
| 1    | 2026 | 匈牙利        | 布达佩斯 | 9月11-13日 | 國家田徑中心 | 待决定   | 未来体育赛事 | 未来体育赛事   | 未来体育赛事 |